# 邵昇
邵昇（？—？），字晉夫，陝西鳳翔縣人。明朝解元。

## 生平
邵昇少有俊才，正德二年（1507年），中式丁卯科陝西鄉試第一名舉人（解元），年未弱冠。此時劉瑾權勢正盛，招其為從孫女婿。邵昇苦辭不得，從此閉戶，自絕人事。
正德五年（1510年），劉瑾敗，邵昇也被官府追緝，經同年劉佐藏匿方免。因其未參與劉瑾罪行，免誅，斥為民。年僅四十四卒，眾皆惜之。